# Synaptura commersonnii
Synaptura commersonnii es una especie de pez de la familia Soleidae en el orden de los Pleuronectiformes.

## Alimentación
Come pequeños crustáceos.

## Hábitat
Vive en los fondos arenosos y barrosos de las aguas costeras.

## Distribución geográfica
Se encuentra en las  costas del Mar Rojo, Golfo Pérsico, costa oeste de la India y de Sri Lanka, Mauricio, Seychelles y desde la costa oriental de la India hasta Malasia.

## Uso gastronómico
Es comercializado fresco, en salazón y congelado.